# Calvinisme

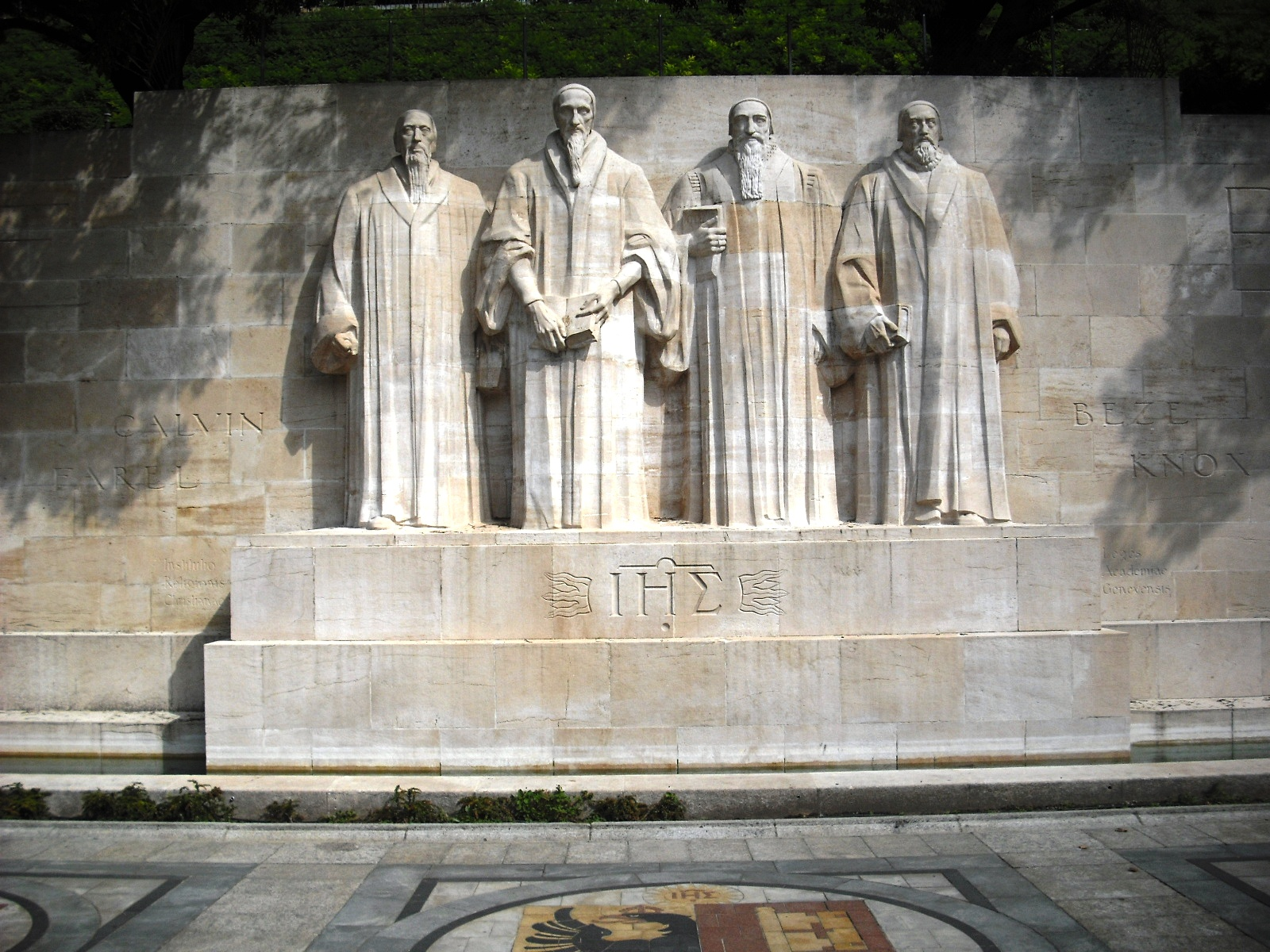
Paul Landowski et Henri Bouchard, détail du Monument international de la Réformation (1917) à Genève. De gauche à droite : Guillaume Farel, Jean Calvin, Théodore de Bèze et John Knox.

Le calvinisme (ainsi nommé d'après Jean Calvin), aussi appelé tradition réformée, foi réformée ou théologie réformée, est une doctrine théologique et une approche de la vie chrétienne reposant principalement sur le principe de la souveraineté de Dieu en toutes choses.
Bien que développée par plusieurs théologiens tels que Martin Bucer, Wolfgang Musculus, Heinrich Bullinger,, Pierre Martyr Vermigli, Ulrich Zwingli et Théodore de Bèze, elle porte le nom du réformateur français Jean Calvin en raison de son influence dominante, ainsi que de son rôle déterminant dans les débats confessionnels et ecclésiastiques du XVIe siècle. Aujourd’hui, ce terme fait référence aux doctrines et pratiques de la plupart des Églises réformées, presbytériennes et congrégationalistes. Il existe également des Églises baptistes réformées. Plus rarement, il désigne l’enseignement de Calvin lui-même.
Les doctrines de la prédestination et de la corruption totale représentent les points les plus notoires du calvinisme. 

## Historique

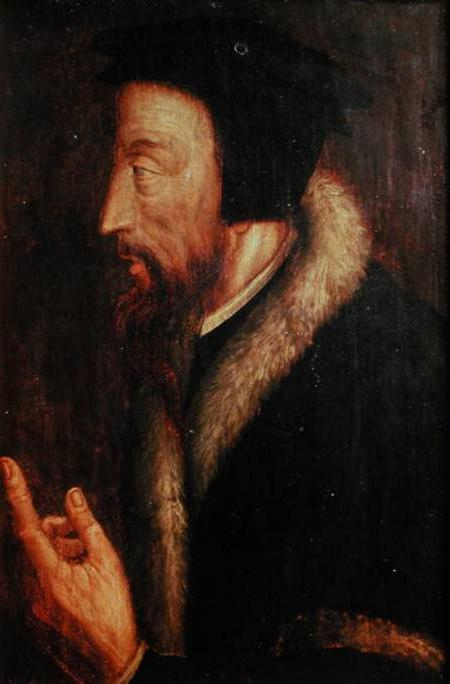
Jean Calvin.

L'influence internationale de Jean Calvin sur le développement des doctrines de la Réforme protestante débuta quand il rédigea, à vingt-cinq ans, la première édition de son traité de théologie intitulé Institution de la religion chrétienne, en 1534 (publié en 1536). Ce travail évolua par la suite et Calvin le traduisit en français vernaculaire. La rédaction de cet ouvrage, ainsi que ses travaux pastoraux controversés, ses contributions aux confessions de foi et son important travail d'exégèse biblique, ont conduit Calvin à exercer une influence directe sur le protestantisme. Avec Martin Bucer, Heinrich Bullinger, Pierre Martyr Vermigli, Ulrich Zwingli, Théodore de Bèze, Guillaume Farel et John Knox, Calvin joua un grand rôle dans l'élaboration des doctrines des Églises réformées, au point d'en être devenu le réformateur dominant.
L'importance grandissante des Églises réformées et de Jean Calvin font partie de la deuxième phase de la Réforme protestante, lorsque les églises protestantes commençaient à se former après l'excommunication de Martin Luther par l'Église catholique romaine. Calvin, un exilé français à Genève, avait signé la version modifiée par Philippe Mélanchthon en 1540 de la confession d'Augsbourg, mais son influence se fit d'abord sentir dans la Réforme suisse, à dominante zwinglienne. Le développement de la doctrine des Églises réformées, depuis le début de leur existence, a pris une direction indépendante de celle de Luther, sous l'influence de nombreux auteurs et réformateurs, en particulier Calvin. Beaucoup plus tard, lorsque sa renommée fut liée aux Églises réformées, cette doctrine dans son ensemble prit le nom de calvinisme.

### Expansion

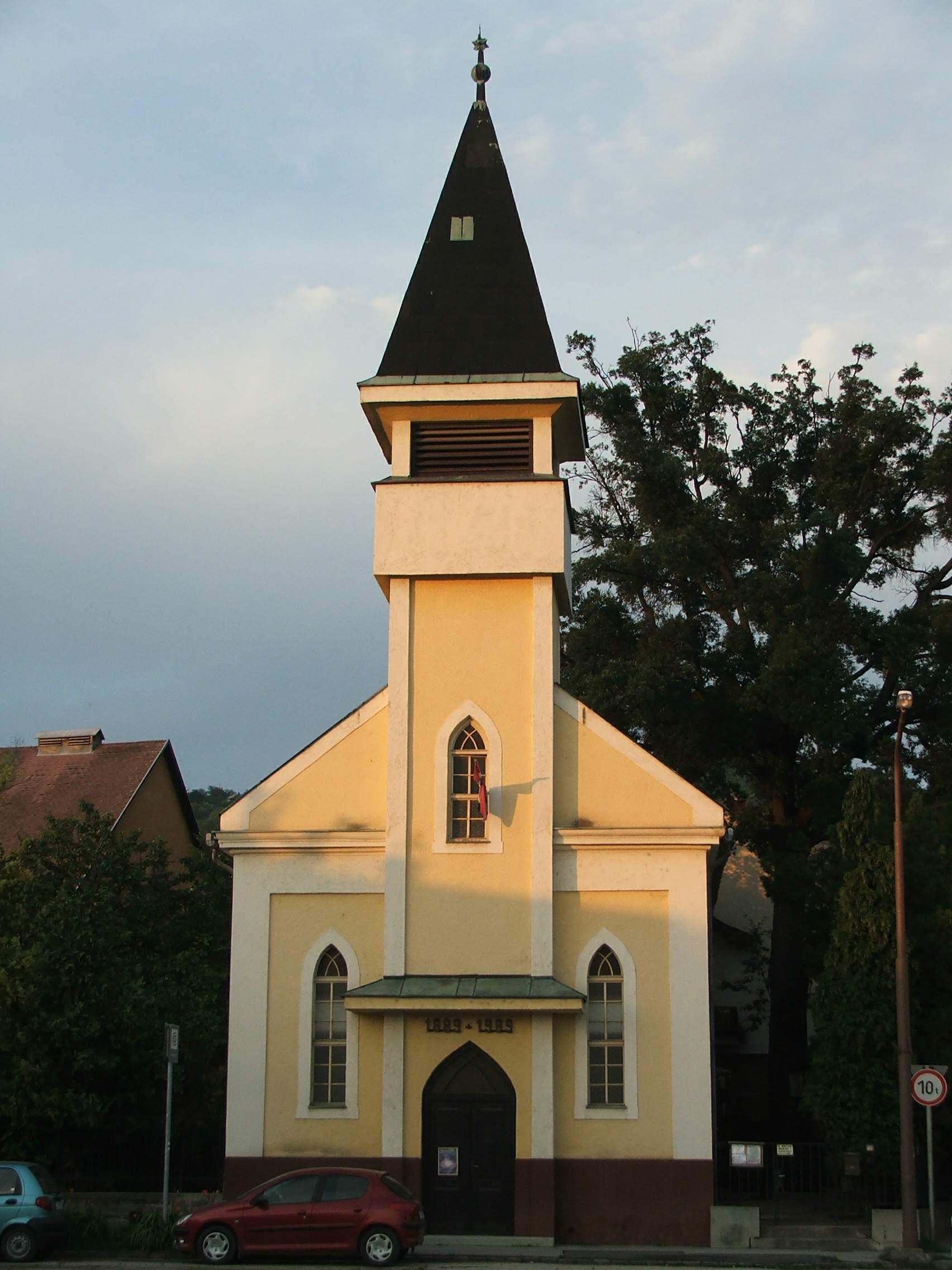
Un temple réformé en Hongrie.

Bien que l'essentiel de la pratique de Calvin se déroulât à Genève, ses publications ont étendu ses idées d'une Église réformée à de nombreuses parties de l'Europe. Le calvinisme devint la doctrine théologique majoritaire en Écosse avec John Knox, aux Pays-Bas avec Guy de Brès, William Ames et Wilhelmus à Brakel, et dans certaines parties de l'Allemagne avec Caspar Olevian et Zacharias Ursinus, sans oublier l'Alsace avec l'influence de Jean Calvin à Strasbourg. Tournai, où les protestants se retrouvent majoritaires dès la deuxième moitié du XVIe siècle, acquiert le surnom de « Genève du Nord » et rayonne à Anvers en Picardie, voire jusqu'en Normandie. Le calvinisme exerça une certaine influence en France, en Hongrie, en Transylvanie, en Lituanie et en Pologne. Il acquit de même une certaine popularité en Scandinavie, en particulier en Suède, où il se retrouva cependant rejeté au profit du luthéranisme après le synode d'Uppsala en 1593. Le calvinisme s'imposa aussi dans les principales villes de la Confédération suisse : Zurich, Genève, Bâle, Berne, etc. sous la conduite de figures telles que Jean Calvin, Ulrich Zwingli, Guillaume Farel ou Heinrich Bullinger.
La plupart des colons qui s'établirent dans les États du centre du littoral atlantique et en Nouvelle-Angleterre avaient pour confession le calvinisme. Cela incluait les puritains anglais, les huguenots français, les réformés wallons, les colons hollandais de La Nouvelle-Amsterdam, ainsi que les Écossais et les Scots d'Ulster presbytériens de la région des Appalaches. Les colons néerlandais calvinistes – les futurs Boers ou Afrikaners – furent aussi les premiers Européens à coloniser l'Afrique du Sud au XVIIe siècle.
La population coloniale de la Sierra Leone se composait en grande partie de calvinistes de la Nouvelle-Écosse, pour la plupart des loyalistes noirs qui avaient combattu pour l'Empire britannique lors de la guerre d'indépendance des États-Unis. Le pasteur John Marrant y avait établi une congrégation sous les auspices de la Connexion de la comtesse de Huntingdon. Certaines des plus importantes communautés calvinistes apparurent grâce aux missionnaires des XIXe et XXe siècles, en particulier en Indonésie, en Corée et au Nigeria.
Aujourd'hui, l'ensemble des Églises d'inspiration calviniste (réformées, presbytériennes, congrégationalistes, ainsi que l'Église unie du Christ) rassemblent, d'après le site Adherents.com, environ 75 millions de personnes. La Communion mondiale d'Églises réformées, l'organisme international qui réunit la plupart des Églises issues du calvinisme, revendique quant à elle 80 millions de croyants.

### En France

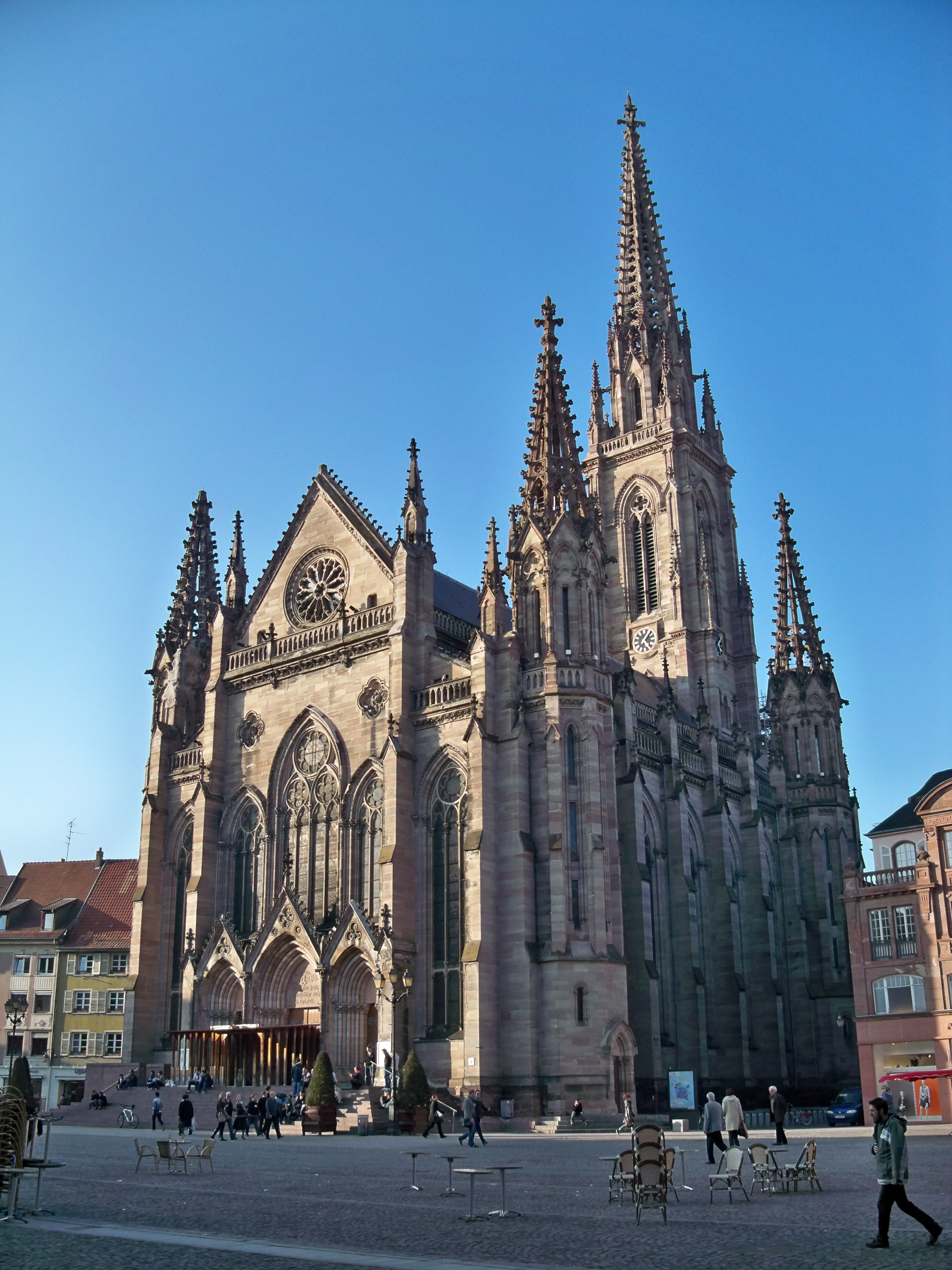
Le temple Saint-Étienne de Mulhouse, le plus haut monument protestant de France.

En France, aujourd'hui, les descendants de huguenots sont le plus souvent qualifiés de réformés ou de calvinistes, ce que leurs ancêtres n'auraient pas pris en mauvaise part. Les huguenots luttèrent (et Calvin parmi eux dans sa jeunesse) longtemps avant la diffusion du culte réformé influencé par Calvin (situé plus tard à Genève) pour la liberté de conscience, en dehors de toute église instituée, et bien souvent en dépit des foudres de Jean Calvin. Réprimés sous François Ier, Henri II et François II, ils formèrent sous ce dernier, avec d'autres mécontents, la conjuration d'Amboise, qui échoua. Le colloque de Poissy, en 1561, leur faisait espérer un édit de tolérance, lorsque le massacre des Huguenots à Wassy donna le signal des guerres civiles.
Bien que fort affaiblis par les défaites de Dreux (1562), Saint-Denis (1567), Jarnac et Moncontour (1569), les calvinistes avaient obtenu d'importantes concessions par les traités d'Amboise (1563), de Longjumeau (1568) et de Saint-Germain (1570) ; à ce moment se déroula la funeste nuit de la Saint-Barthélemy (24 août 1572) durant laquelle Charles IX et Catherine de Médicis cherchèrent à détruire le parti protestant ; ce massacre ne fit que soulever une nouvelle guerre. Le conflit perdura jusqu'à ce qu'en 1598, Henri IV, prince protestant converti au catholicisme, rendit un édit connu sous le titre d'édit de Nantes, qui assurait la liberté de conscience aux calvinistes et leur abandonnait plusieurs villes comme garanties.

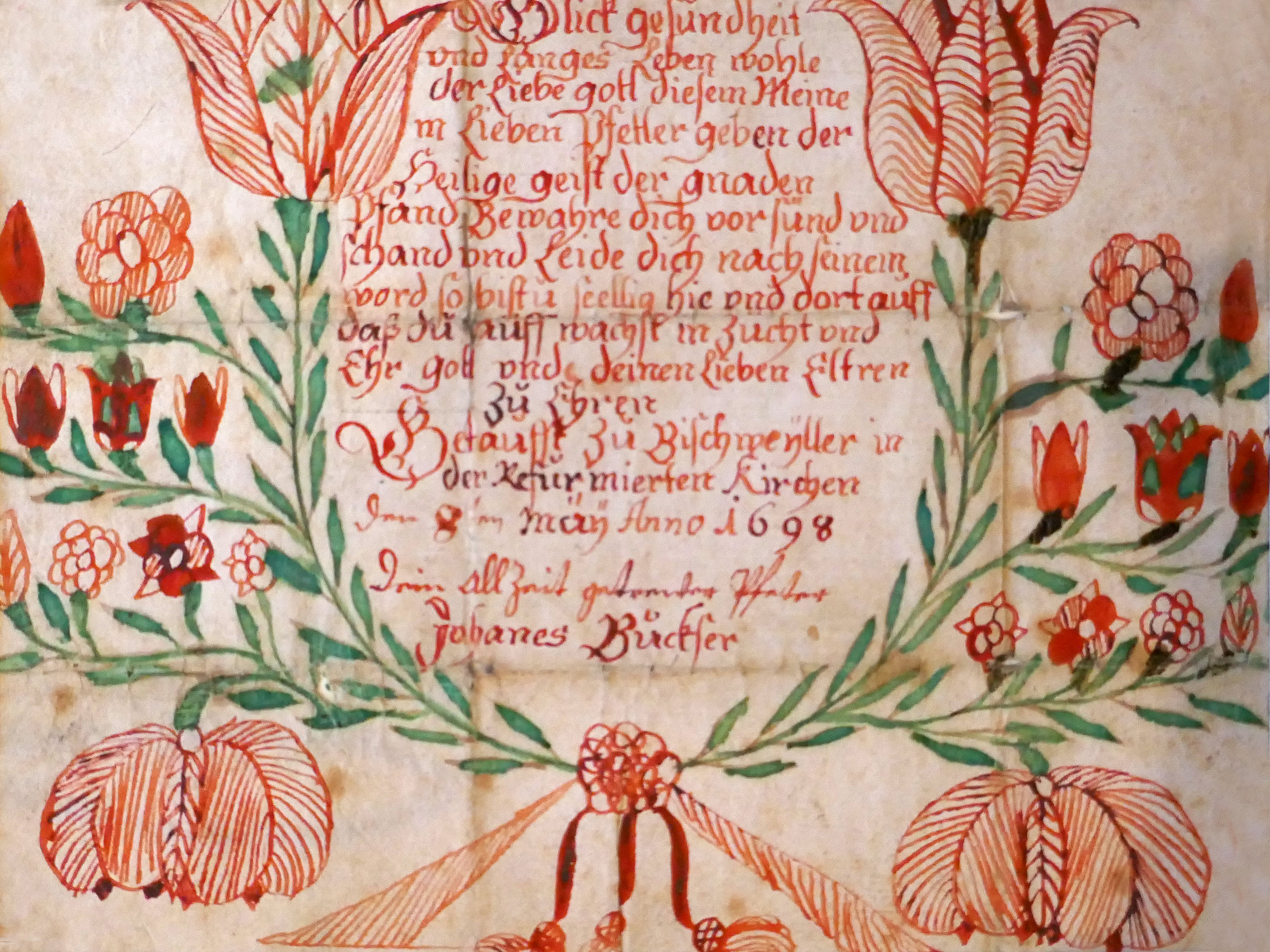
Lettre de baptême calviniste (Bischwiller, 1698).

Ils se soulevèrent encore sous Louis XIII, mais Richelieu les dompta par la prise de La Rochelle (1628). Louis XIV prononça en 1685 la révocation de l'édit de Nantes ; cette mesure impolitique suscita bientôt plusieurs révoltes, notamment celle des Camisards, dans les Cévennes, de 1702 à 1704, et détermina l'émigration d'un grand nombre de calvinistes, qui allèrent porter à l'étranger leurs capitaux et leur industrie – cela s'appelle le Refuge – tandis que les protestants restés en France pratiquaient leur religion dans une clandestinité à haut risque – il s'agit de la période dite de l'« Église sous la croix ». Sous Louis XVI, en 1787, les calvinistes obtinrent un nouvel édit de tolérance. La Révolution de 1789 leur assura une liberté complète. Au XIXe siècle, l'État rétribuait le culte calviniste comme le culte catholique. L'organisation des églises se base sur la division territoriale ; la réunion de cinq églises constitue un synode.
La république de Mulhouse adopta le calvinisme comme unique religion officielle en 1529. Le statut de république indépendante enclavée dans le royaume de France allait lui permettre d'échapper aux guerres de Religion et de tisser des liens particuliers avec les autres communautés et états réformés d'Europe et du Nouveau Monde. En 1746, cette ouverture internationale et ce contexte politique favorable entraînèrent l'industrialisation de la ville, dont la production manufacturée d'indiennes dépassera, à partir du XIXe siècle, le reste de la France. En 1798, les Mulhousiens votèrent leur rattachement à la France ; il se forma un patronat protestant puissant disposant désormais d'une main-d'œuvre bon marché et d'un libre accès au marché français. La filature dite « vieux-DMC », construite en 1812, constitue aujourd'hui le dernier vestige des filatures géantes européennes encore debout. Le patronat protestant dota la ville d'un riche patrimoine et se fit bâtir des manoirs et villas de maîtres sur la colline du Rebberg. En 1816, la démographie avait changé et Alexandre Moll devint le premier catholique élu maire de Mulhouse. Les familles protestantes continueraient toutefois à dominer la politique de la ville jusqu'à l'annexion de l'Alsace-Lorraine en 1871. Entre 1859 et 1866 eut lieu la construction du temple Saint-Étienne de Mulhouse à la place de l'ancien temple médiéval, chef-d'œuvre architectural ; il reste aujourd'hui le plus haut monument protestant de France avec sa flèche haute de 97 mètres.
En France, parmi les Églises du principal courant du protestantisme historique, on peut citer l'Église réformée de France, l'Église réformée d'Alsace et de Lorraine, les Églises réformées évangéliques indépendantes et les Églises évangéliques libres.

## Doctrine générale

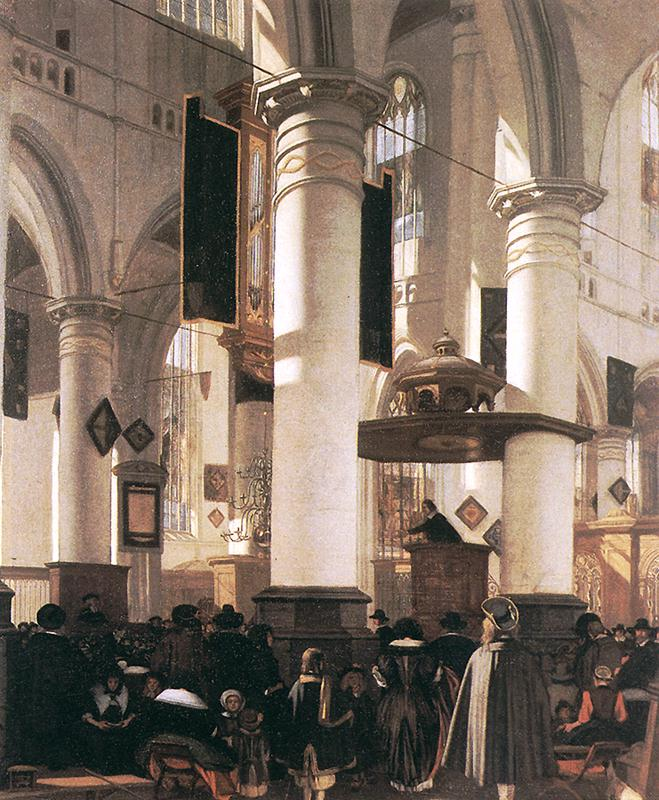
Comme peint ici par Emanuel de Witte en 1660, le calvinisme est parfois caractérisé par ses églises et son mode de vie sobres et dépouillés.

Le terme calvinisme peut faire penser que la doctrine des Églises et mouvements calvinistes correspond en tous points aux écrits de Calvin. En réalité, d'autres théologiens et réformateurs eurent une influence considérable sur ce qui correspond aujourd'hui au calvinisme : par exemple, le successeur de Calvin, Théodore de Bèze, le théologien hollandais Franciscus Gomarus, le fondateur de l'Église presbytérienne John Knox, et de nombreuses autres figures comme le baptiste anglais John Bunyan et le théologien américain Jonathan Edwards.
L'une des spécificités du calvinisme réside dans sa sotériologie, ou doctrine du salut. Celle-ci souligne l'incapacité des hommes à obtenir le salut. Dieu est seul initiateur de toutes les étapes du salut, de la formation de la foi à toutes les décisions qui conduisent à suivre le Christ. Le calvinisme insiste donc sur l'importance de la grâce divine dans le salut, ainsi que sur les fruits de cette grâce tant dans la vie du croyant que dans la société chrétienne. Cette doctrine fut solennellement formulée et codifiée lors du synode de Dordrecht (1618-1619), qui vit le rejet d'une autre doctrine : l'arminianisme.
Le calvinisme est parfois identifié à l'augustinisme car sa conception du salut, qui y occupe une place centrale, correspond à celle soutenue par saint Augustin dans le débat qui l'opposait au moine breton Pélage. À la différence du libre-arbitre défendu par Jacobus Arminius, le pasteur américain Charles Finney et d'autres personnalités entrées en dissidence, le calvinisme met un fort accent sur la bonté perpétuelle de la création originelle, mais aussi sur la ruine totale des réalisations humaines et la frustration de l'ensemble de la création, engendrée par le péché. Par conséquent, il considère le salut comme une nouvelle œuvre de création effectuée par Dieu plutôt que comme la réussite de ceux qui sont sauvés du péché et de la mort.
De manière plus large, le calvinisme est synonyme de « protestantisme réformé », englobant la doctrine enseignée par les Églises réformées. Les réformateurs n'ont pas fait de la prédestination un dogme central et ont au contraire encouragé la prédication de « tout le Conseil de Dieu », c'est-à-dire de l'Écriture comme moyen d'obtenir le salut. La théologie de l'alliance, en plus de s'appuyer sur une sotériologie calviniste, représente la structure architecturale qui unifie toutes les doctrines du calvinisme. Concernant la pratique du culte, la spécificité principale consiste en l'adoption du principe régulateur du culte c'est-à-dire le rejet de toute forme de culte non ordonnée expressément par la Bible. Cela différencie le calvinisme du luthéranisme, qui respecte, à l'inverse, le principe normatif du culte.

## Caractéristiques
Il existe plusieurs façons de présenter les caractéristiques de la théologie calviniste. La meilleure consiste sans doute à exposer les cinq points du calvinisme, bien qu'ils identifient davantage certaines divergences de sotériologie avec les autres chrétiens, qu'ils ne résument la doctrine dans son ensemble. Le calvinisme insiste sur la gloire de Dieu, sa suprématie et sa souveraineté en toutes choses.

### La grâce souveraine
Le calvinisme défend l'idée d'une ruine complète de la nature morale de l'humanité, avec comme seule possibilité d'accéder au salut la grâce divine. Il enseigne que l'humanité déchue est incapable de suivre Dieu aux niveaux moral et spirituel. Les hommes ne peuvent échapper à la condamnation devant Dieu, et seule l'intervention divine, suivant laquelle Il change leurs cœurs réticents, permet de faire passer les hommes de la rébellion à l'obéissance volontaire.
Selon cette conception, tous les hommes se trouvent à la merci de Dieu, qui agirait de manière juste s'il les condamnait pour leurs péchés, mais qui a choisi de faire preuve de miséricorde envers certains. Une personne est ainsi sauvée et une autre condamnée. Celle-là ne l'est pas grâce à sa propre volonté, sa foi ou une quelconque autre vertu, mais parce que Dieu a choisi d'avoir pitié d'elle. Bien que cette personne doive croire à l'Écriture et l'appliquer pour obtenir le salut, cette obéissance de la foi représente un don de Dieu. De cette manière, Dieu accomplit le salut des pécheurs en totalité et selon sa souveraineté. Il n'y a pas de consensus entre les calvinistes au sujet de la prédestination à la damnation (doctrine de la réprobation) ou au salut (doctrine de l'élection). Un débat oppose ainsi les supralapsaires aux infralapsaires (voir lapsarianisme).
En pratique, les calvinistes enseignent la grâce souveraine avant tout pour l'exhortation de l'Église, parce qu'ils pensent que cette doctrine démontre toute l'étendue de l'amour de Dieu, lequel a sauvé ceux qui ne pouvaient l'être ni le suivre. Elle permet d'abolir le sentiment de fierté et d'autonomie des hommes en mettant l'accent sur la totale dépendance des chrétiens vis-à-vis de la grâce de Dieu. De la même façon, la sanctification, dans la conception calviniste, implique une constante dépendance vis-à-vis de Dieu afin d'expier les perversités du cœur dominé par le péché et de favoriser la joie du chrétien.

### Les cinq points du calvinisme

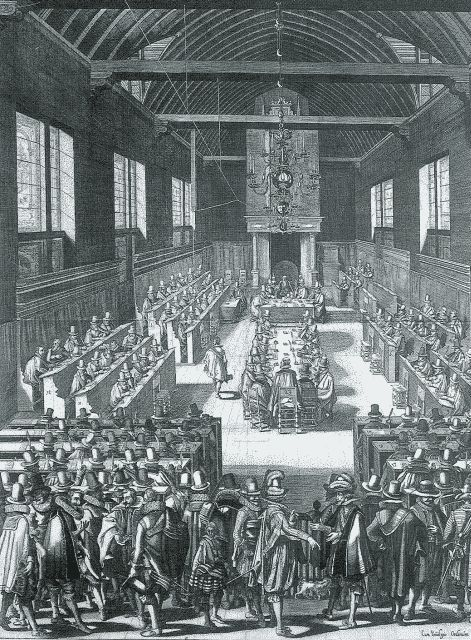
Le synode de Dordrecht par Bernard Picart.

La théologie calviniste s'assimile parfois aux cinq points du calvinisme, ou doctrines de la grâce, une réponse point par point à ceux développées dans la remontrance arminienne. Ils servent de résumé des décisions arrêtées lors du synode de Dordrecht en 1619. Calvin lui-même n'a jamais utilisé un tel modèle ni combattu directement l'arminianisme.
Par conséquent, ces points constituent un résumé des différences entre calvinisme et arminianisme, et non un récapitulatif complet des œuvres de Calvin ou de la théologie des Églises réformées en général. En anglais, ils sont désignés par l'acronyme TULIP (Total depravity-Unconditional election-Limited atonement-Irresistible grace-Perseverance of the saints), même si l'ordre des points n'est pas le même que dans les Canons de Dordrecht.
Ces canons affirment avant tout que Dieu peut sauver tout être humain dont il a pitié et que l'impiété ou l'incapacité des hommes n'entravent pas ses efforts.

#### La corruption totale
La doctrine de la corruption totale (appelée aussi « dépravation totale » ou encore « incapacité totale ») explique qu'en conséquence de la chute de l'homme dans le péché, tout individu né dans le monde est esclave du péché. Les hommes n'ont pas par nature d'inclination à aimer Dieu de tout leur cœur, de tout leur esprit et de toute leur force, mais plutôt à servir leurs propres intérêts par rapport à ceux de leur prochain et à rejeter la loi de Dieu. Ils ne peuvent, avec leurs seules facultés, choisir de suivre Dieu et d'être sauvés, parce qu'ils n'ont aucune disposition à le faire à cause du besoin de leur propre nature. Le terme « totale » dans ce contexte fait référence au péché qui affecte l'ensemble d'une personne, et non à l'idée que chaque individu ait autant de mal en lui que possible.
Jacobus Arminius lui-même, ainsi que certains de ses partisans ultérieurs, tels que John Wesley, ont aussi soutenu la doctrine de la corruption totale.

#### L'élection inconditionnelle
Appelée aussi la double prédestination, cette doctrine affirme que de toute éternité, le choix de Dieu d'amener à Lui certaines personnes ne se fonde pas sur leur vertu, leur mérite ou leur foi. Il se fonde de manière inconditionnelle sur la seule miséricorde de Dieu.
La doctrine de l'élection inconditionnelle est quelquefois considérée comme la principale doctrine des Églises réformées, y compris par certains de ses membres. Cependant, ce jugement ne se vérifie pas dans les déclarations doctrinales de celles-ci. Les calvinistes n'enseignent jamais en totalité l'élection inconditionnelle et son corollaire de la doctrine de la prédestination, excepté comme une assurance, pour ceux qui cherchent le pardon et le salut à travers le Christ, que leur foi n'est pas vaine, parce que Dieu a la capacité d'amener à l'accomplissement ceux qu'il a choisi de sauver. Néanmoins, les non-calvinistes objectent que ces doctrines favorisent le découragement dans la recherche du salut.

#### La rédemption particulière
La rédemption ou l'expiation particulière ou limitée enseigne la nature définitive et certaine dans son dessein et sa réalisation de l'expiation substitutive de Jésus. Cette doctrine suit la notion de la souveraineté de Dieu dans le salut et la conception calviniste de la nature de la rédemption. Les calvinistes considèrent en effet la rédemption comme une substitution pénale : Jésus a subi le châtiment à la place des pécheurs. Et puisque cela constituerait une injustice de la part de Dieu de racheter les péchés de certains pour ensuite les condamner quand même pour ceux-ci, alors tous ceux qui ont bénéficié de l'expiation des péchés doivent de nécessité accéder au salut.
En outre, puisque, dans ce plan, Dieu savait qui serait sauvé, et puisque seuls les élus le sont, alors il n'y a pas d'obligation pour le Christ d'expier tous les péchés en général, juste ceux des élus. Les calvinistes ne croient cependant pas à une limitation de la rédemption dans sa valeur ou son pouvoir. En d'autres termes, selon eux, Dieu aurait pu élire et racheter tout le monde. Mais la limitation de la rédemption réside en ce qu'elle n'a été destinée qu'à certains. Ainsi, les calvinistes soutiennent que la rédemption est suffisante pour tous et efficace pour les élus.

#### La grâce irrésistible
La doctrine de la grâce irrésistible, ou grâce efficace, affirme que la grâce rédemptrice de Dieu agit avec efficacité pour ceux qu'il a choisis de sauver, c.-à-d. les élus. Au moment choisi par Dieu, elle triomphe de leur résistance à l'appel de l'Évangile, les amenant ainsi à la foi salvatrice.
Cette doctrine ne soutient pas qu'on ne puisse opposer une résistance à toute influence du Saint-Esprit de Dieu, mais que celui-ci a le pouvoir de vaincre toute résistance et rendre son influence irrésistible et efficace. Alors, quand Dieu décide dans sa souveraineté de sauver quelqu'un, cette personne sera sauvée avec certitude.

#### La persévérance des saints
La persévérance (ou préservation) des saints porte aussi le nom de « sécurité éternelle ». Le terme « saints » est ici utilisé au sens biblique pour évoquer tous ceux placés à part par Dieu, et non dans le sens technique de la personne sanctifiée de manière exceptionnelle, canonisée, ou au ciel (voir Saint). Selon cette doctrine, puisque Dieu est souverain et que sa volonté ne connaît nulle entrave, ceux qu'il a appelés à communier avec lui persévéreront dans la foi jusqu'à la fin. Si certains s'en éloignent, alors soit ils n'ont jamais reçu la vraie foi, soit ils retourneront vers elle.
Cette doctrine diffère un peu de celle de la grâce libre ou de la formule « une fois sauvé, toujours sauvé » qui est prêchée par certains évangéliques. Selon celle-ci, même en état d'apostasie ou d'impénitence, un individu est bel et bien sauvé s'il a accepté le Christ à un moment donné dans sa vie. Dans la conception calviniste traditionnelle, l'apostasie d'une personne prouve qu'elle n'a jamais été sauvée.

#### La nature de l'expiation
Un autre sujet de désaccord avec l'arminianisme qui apparaît dans les cinq points réside dans la conception calviniste de la doctrine de l'expiation substitutive de Jésus en tant que peine pour les péchés des élus. Saint Augustin, ainsi en particulier que saint Anselme et Calvin lui-même, ont développé cette conception. Les calvinistes affirment que si le Christ a subi la peine à la place d'un pécheur, alors celui-ci doit accéder au salut puisque cela constituerait une injustice s'il se trouvait par la suite condamné pour des péchés rachetés. La nature définitive et contraignante de cette conception consentante de l'expiation entraîne de fortes conséquences pour chacun des cinq points. Elle a mené les arminiens à adopter la théorie gouvernementale de l'expiation. Selon cette théorie, il n'y a pas de péchés ou de pécheurs particuliers, mais l'ensemble de ceux dont les péchés ont été rachetés comprend toute l'humanité. L'expiation, plutôt qu'un paiement de la dette des pécheurs, constitue donc un substitut à ce paiement, ce qui autorise Dieu à retirer par sa grâce la punition d'un pécheur lorsque celui-ci fait acte de repentance et croit en l'Évangile.

### La théologie de l'alliance

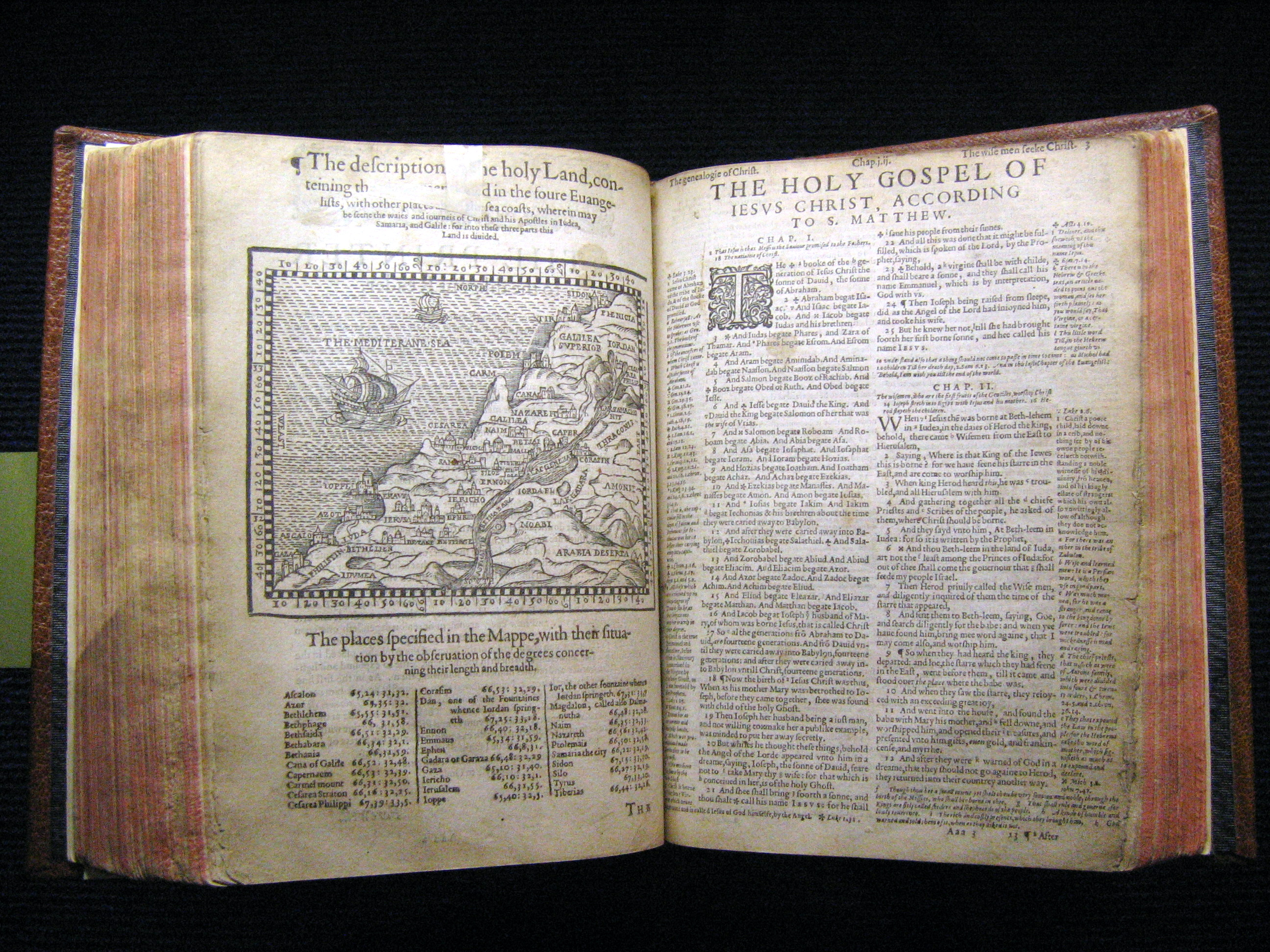
La Bible de Genève.

Bien que les doctrines de la grâce aient d'une manière générale attiré le plus l'attention dans le calvinisme contemporain, la théologie de l'alliance, ou théologie fédérale, représente la superstructure architecturale qui unifie la doctrine du calvinisme dans son ensemble.
Les calvinistes conçoivent la transcendance de Dieu comme la relation entre Dieu et sa création instaurée par la condescendance volontaire de Dieu. Cette relation qu'il établit constitue une alliance. Dieu seul édicte de manière immuable les termes de cette relation.
Les écrits réformés font en général référence à une alliance de rédemption intra-trinitaire. La relation entre Dieu et l'homme, qui se fonde, dans le calvinisme historique, sur une double alliance, reflète la distinction établie, dans les premiers temps de la Réforme protestante, entre la loi et l'Évangile. L'alliance des œuvres (la première alliance conclue) englobe la morale et la loi naturelle, en imposant ses exigences à la création. Selon celles-ci, l'homme jouit d'une vie éternelle et d'un bonheur suprême à condition qu'il observe une obéissance continue, personnelle et parfaite. Avec la chute de l'homme, cette alliance continue à opérer, mais seulement pour condamner l'homme pécheur. L'alliance de la grâce est instituée lors de la chute et appliquée à travers les alliances historiques successives, inscrites dans l'Écriture, dans le but d'apporter la rédemption. Selon les dispositions de cette alliance, le salut ne vient pas d'un comportement personnel mais d'une promesse. La paix avec Dieu ne peut venir que d'un médiateur, lequel se trouve dans la personne et l'œuvre de Jésus-Christ. Le Christ est considéré comme la tête fédérale de ses élus. En conséquence, l'alliance représente la base des doctrines de l'expiation substitutive et de l'imputation de l'obéissance active du Christ.

### Dieu est partout
Les théories qui ont trait à l'église, à la famille et à la vie politique, toutes appelées de façon ambiguë « calvinisme », résultent d'une conscience religieuse imprégnée de la souveraineté de Dieu dans le cadre de ses alliances de création comme de rédemption. La bonté et le pouvoir de Dieu ont alors des applications libres et illimitées, et ses œuvres prouvent que Dieu agit dans tous les domaines de l'existence, incluant les domaines spirituels, intellectuels et physiques, profanes ou sacrés, publics ou privés, sur terre ou au ciel.
Selon ce point de vue, le plan de Dieu œuvre dans chaque évènement. Dieu, en tant que créateur, règne de manière souveraine sur toutes choses, et en tant que rédempteur, sur ceux qu'il a sauvés. La dépendance absolue vis-à-vis du Christ ne se limite pas au sacré (simplement à l'église ou à des actes explicites de piété comme la prière) mais s'étend aussi à toutes les tâches triviales et à vocation profane. Pour les calvinistes, bien que le royaume rédempteur de Dieu dans l'Église reste distinct des domaines d'activités communes avec les non-chrétiens, aucune partie de la vie ne dispose d'une vraie autonomie vis-à-vis du règne du Christ.

### Culte régulé par Dieu

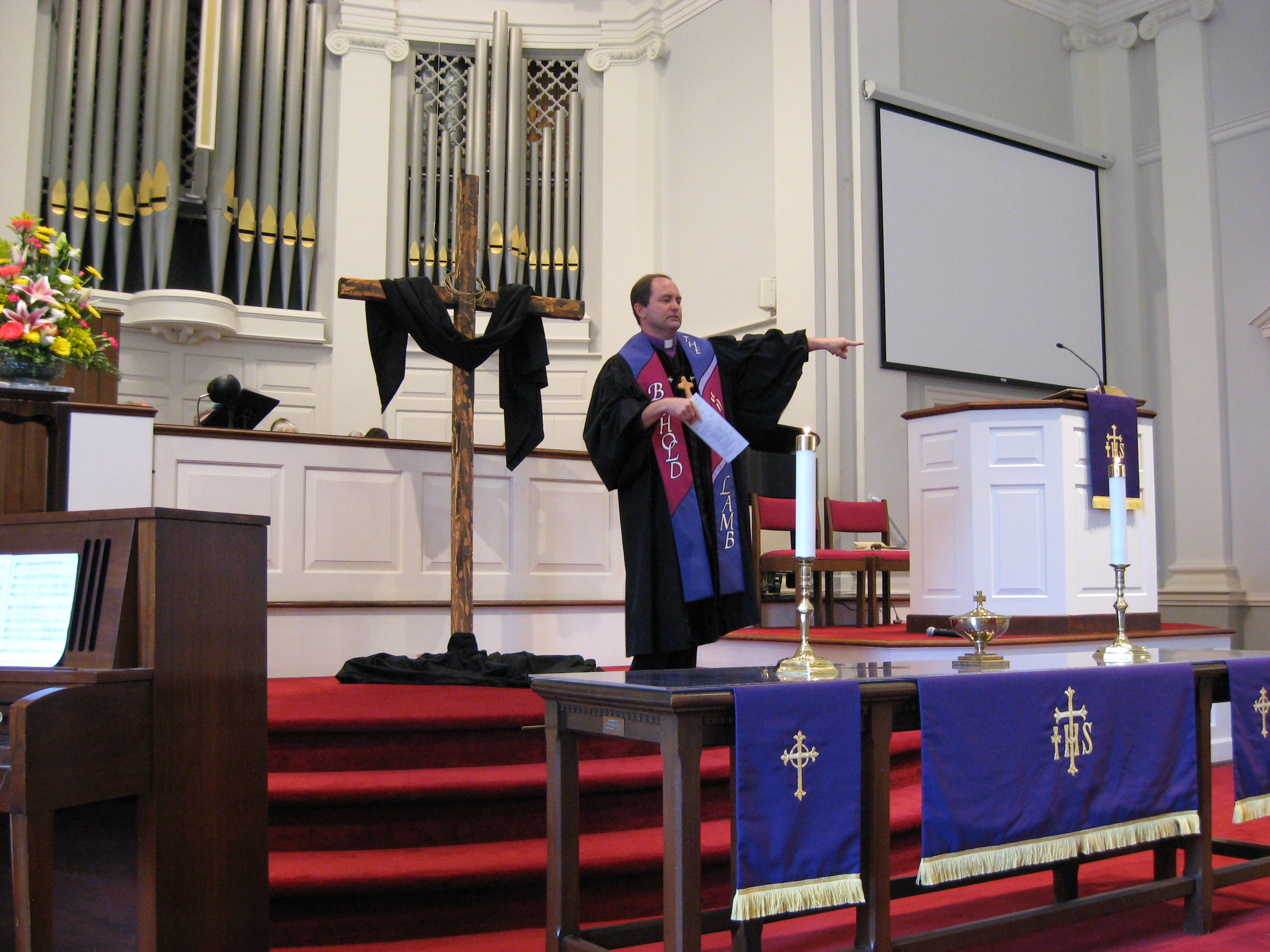
Un culte dans une église presbytérienne de Virginie.

Le principe régulateur concernant le culte, qui distingue l'approche calviniste du culte public de Dieu par rapport aux autres traditions chrétiennes, consiste en ce que seuls les éléments ordonnés ou désignés sous forme de précepte ou d'exemple dans le Nouveau Testament sont acceptables pour le culte. Le principe régulateur affirme que Dieu a institué dans les Saintes Écritures ce qu'il exige pour le culte, et prohibe tout ce qui n'en fait pas partie. Exprimant la propre pensée de Calvin, l'antipathie manifeste de ce dernier à l'égard de l'Église catholique romaine et de son culte guide ce principe régulateur. Calvin associe de même les instruments de musique aux icônes, ce qu'il considère une violation de l'interdiction des images taillées par les Dix Commandements.
Selon ce principe, beaucoup de calvinistes des premiers temps ont aussi recommandé d'éviter les instruments de musique et préconisé la psalmodie exclusive pour le culte, bien que Calvin lui-même eût autorisé d'autres chants bibliques en plus des Psaumes. Cette pratique a caractérisé pendant un certain temps, le culte presbytérien et celui d'autres Églises réformées. Même si la question de la musique réside au centre des débats sur le culte, d'autres sujets attisent aussi la controverse : les doxologies, les bénédictions, la confession collective des péchés, la prière et les lectures des credo ou des extraits de l'Écriture. La présence de chacun de ces éléments, leur ordre et leur priorité divergent suivant les nombreuses confessions protestantes.
Cependant, depuis les années 1800, la plupart des Églises réformées ont modifié leur conception du principe régulateur et ont adopté les instruments de musique. Elles estiment que Calvin et ses premiers disciples ont outrepassé les conditions fixées par la Bible et que les particularités du culte exigent une sagesse fondée sur la Bible plutôt qu'une règle explicite. Malgré les protestations d'un petit nombre qui s'en tiennent à une vision stricte du principe régulateur, aujourd'hui les hymnes et les instruments de musique sont d'emploi courant, tout comme la louange.

### Les sacrements
De manière générale, Calvin attribue aux sacrements un rôle d'aide pour soutenir les humains dans la foi malgré leur grande faiblesse. Comme Luther, il n'en reconnaît que deux (baptême et sainte cène), « que le Seigneur a institué de sa bouche », et dénonce les cinq autres sacrements reconnus par l’Église catholique comme « inventés de la tête des hommes ».

#### Baptême
Selon les propres termes de Jean Calvin, « le baptême est la marque de notre chrétienté, et le signe par lequel nous sommes reçus en l’Église, afin qu'étant incorporés en Christ, nous soyons réputés du nombre des enfants de Dieu. Or il nous a été donné de Dieu, premièrement pour servir à notre foi envers lui, secondement, pour servir à notre confession envers les hommes ». En raison de cette vision, les Églises réformées, comme les autres dénominations protestantes multitudinistes, pratiquent un baptême dit de confessants : la grâce divine offerte à tous se trouve mise en avant, d’où le baptême des enfants (pédobaptisme), très dominant dans ces églises (bien que le baptême reste possible à tout âge). Dans la tradition réformée, comme dans le luthéranisme, le baptême peut se faire soit par effusion (en versant de l’eau sur la tête du croyant), soit par aspersion (quelques gouttes d’eau versées sur la tête du baptisé de manière symbolique), soit, beaucoup plus rarement, par immersion.

#### Sainte cène
Dans la théologie réformée, la sainte cène nourrit les âmes des chrétiens et renforce leur union avec le Christ. L'action physique correspondant à ce sacrement consiste à manger du pain et à boire du vin au sein d'une communauté ou paroisse. Les confessions de foi réformées affirment que le corps du Christ et le sang sont réellement présents dans ce sacrement, mais que cette présence se réalise d'une manière spirituelle et non matérielle tel que le disent les doctrines catholique (transsubstantiation) ou luthérienne (consubstantiation). La doctrine réformée de la présence réelle porte donc parfois le nom de présence pneumatique, présence spirituelle ou présence réelle mystique.
Au XXe siècle, le théologien réformé majeur Karl Barth a adopté le point de vue symbolique développé à l'origine entre autres par Heinrich Bullinger, disciple de Zwingli, à savoir que le sacrement ne fait que communiquer les promesses de Dieu plutôt que de fonctionner par lui-même, mais d'autres théologiens réformés continuent à enseigner le point de vue traditionnel. Les évangéliques adoptent en général également le point de vue symbolique.

## Variantes
Beaucoup d’efforts ont été entrepris afin de réformer ou de développer le calvinisme. Ils ont donné lieu à un certain nombre de variantes au sein ou autour de celui-ci, qui ont marqué chacun à sa manière son histoire.

### Arminianisme
Un mouvement politique et théologique, qui grandit en opposition au calvinisme, et aujourd'hui appelé « arminianisme », fut fondé par le théologien néerlandais Jacobus Arminius puis développé et révisé par les remonstrants. Arminius rejetait plusieurs principes des doctrines calvinistes du salut, à savoir les quatre derniers points de ce qui eut plus tard pour nom les cinq points du calvinisme. Aujourd'hui, le terme « arminianisme » sert souvent à désigner à la fois la doctrine d'Arminius et celle des remonstrants. Cependant, les disciples d'Arminius se distinguent parfois eux-mêmes en se désignant sous le nom d'« arminiens réformés ».
La doctrine des remonstrants fut condamnée au synode de Dordrecht, qui se tint dans la ville du même nom, en Hollande, en 1618-1619. Les partisans d'Arminius et les remonstrants ne sont pas considérés en général comme « réformés » par la plupart des calvinistes. Beaucoup de chrétiens évangéliques adoptèrent les positions soutenues par les remonstrants. L'évangélique John Wesley a relancé la doctrine d'Arminius, aujourd'hui courante, en particulier au sein du méthodisme.

#### Comparaison entre luthéranisme, calvinisme orthodoxe et arminianisme
Ce tableau résume les différences de conceptions du salut entre le calvinisme orthodoxe et deux autres courants protestants.
| Sujet                     | Luthéranisme                                                         | Calvinisme (orthodoxe)                                                             | Arminianisme |
| ------------------------- | -------------------------------------------------------------------- | ---------------------------------------------------------------------------------- | --- |
| Libre arbitre             | Corruption totale sans libre arbitre                                 | Corruption totale sans libre arbitre                                               | Corruption totale sans libre arbitre. Cependant, rôle central de la « grâce prévenante » libérant un moment l'arbitre et le replaçant dans la condition originelle d'Adam avec la possibilité de résister ou pas au Saint-Esprit (concept d'« arbitre libéré » par opposition au libre arbitre) |
| Élection                  | Élection inconditionnelle au salut seulement                         | Élection inconditionnelle                                                          | Élection conditionnelle (Ro. 8.29) sur la base de la prescience de la résistance ou de la non-résistance au Saint-Esprit une fois l'arbitre libéré |
| Justification             | Justification pour tous, accomplie à la mort du Christ               | Justification limitée à ceux qui sont élus au salut, accomplie à la mort du Christ | Justification en provision afin que tous soient sauvés, mais seulement accomplie lorsque l'individu ne résiste pas au Saint-Esprit et se voit ainsi imputé les bénéfices de la mort du Christ.                                                                                                  |
| Conversion                | À travers les moyens de grâce, résistible                            | Sans moyens, irrésistible                                                          | Implique l'arbitre libéré, résistible (possibilités de conversions irrésistibles cependant, de par la souveraineté de Dieu – clauses d'exception défendues tant par Arminius que Wesley) |
| Préservation et apostasie | Éloignement possible mais Dieu donne l'assurance de la préservation. | Persévérance des saints                                                            | Persévérance à condition de ne pas résister et éteindre l'Esprit, possibilité d'une apostasie totale et définitive. Persévérance finale possible uniquement par la grâce de Dieu, manifeste l'élection de la personne.                                                                          |

### Lapsarianisme
Au sein de la théologie scolastique calviniste, il existe deux écoles de pensée à propos de quand et qui Dieu a prédestiné : le supralapsarianisme (du latin supra, « sur », signifiant ici « avant », et lapsus, « chute ») et l'infralapsarianisme (du latin infra, « sous », signifiant ici « après », et lapsus, « chute »). La première déclare que la chute a eu lieu en partie pour faciliter l'action de Dieu dans l'accomplissement de son but, qui consiste à choisir certains individus pour le salut et certains pour la damnation. La seconde affirme que la planification de la chute n'a pas eu pour base la question de qui serait sauvé.
Les supralapsaires pensent que Dieu a choisi quels individus sauver avant d'avoir décidé d'autoriser l'homme à chuter. La chute constituant alors un moyen de réaliser la décision prise au préalable d'envoyer certains individus en enfer et d'autres au ciel. Elle fournit les conditions nécessaires à la condamnation des réprouvés et le besoin de la rédemption dans le cas des élus. Par opposition, les infralapsaires assurent que Dieu a en toute logique planifié la chute de l'homme avant de prendre la décision de sauver ou de damner les individus puisque, selon eux, pour être sauvé, on doit d'abord avoir besoin d'être sauvé de quelque chose. Par conséquent, le décret divin de la chute doit précéder la prédestination au salut ou à la damnation.
Ces deux conceptions rivalisèrent entre elles lors du synode de Dordrecht en 1618-1619, qui comprenait un corps international représentant les Églises calvinistes de toute l'Europe. Les décisions de ce synode prirent position en faveur de l'infralapsarianisme. L'influente confession de foi de Westminster enseigne de même l'infralapsarianisme mais elle est aussi réceptive à la position supralapsaire. Aujourd'hui, la controverse lapsarienne comporte quelques partisans de chaque côté, mais d'une façon générale, elle ne reçoit pas beaucoup d'attention de la part des calvinistes modernes.

### Amyraldisme

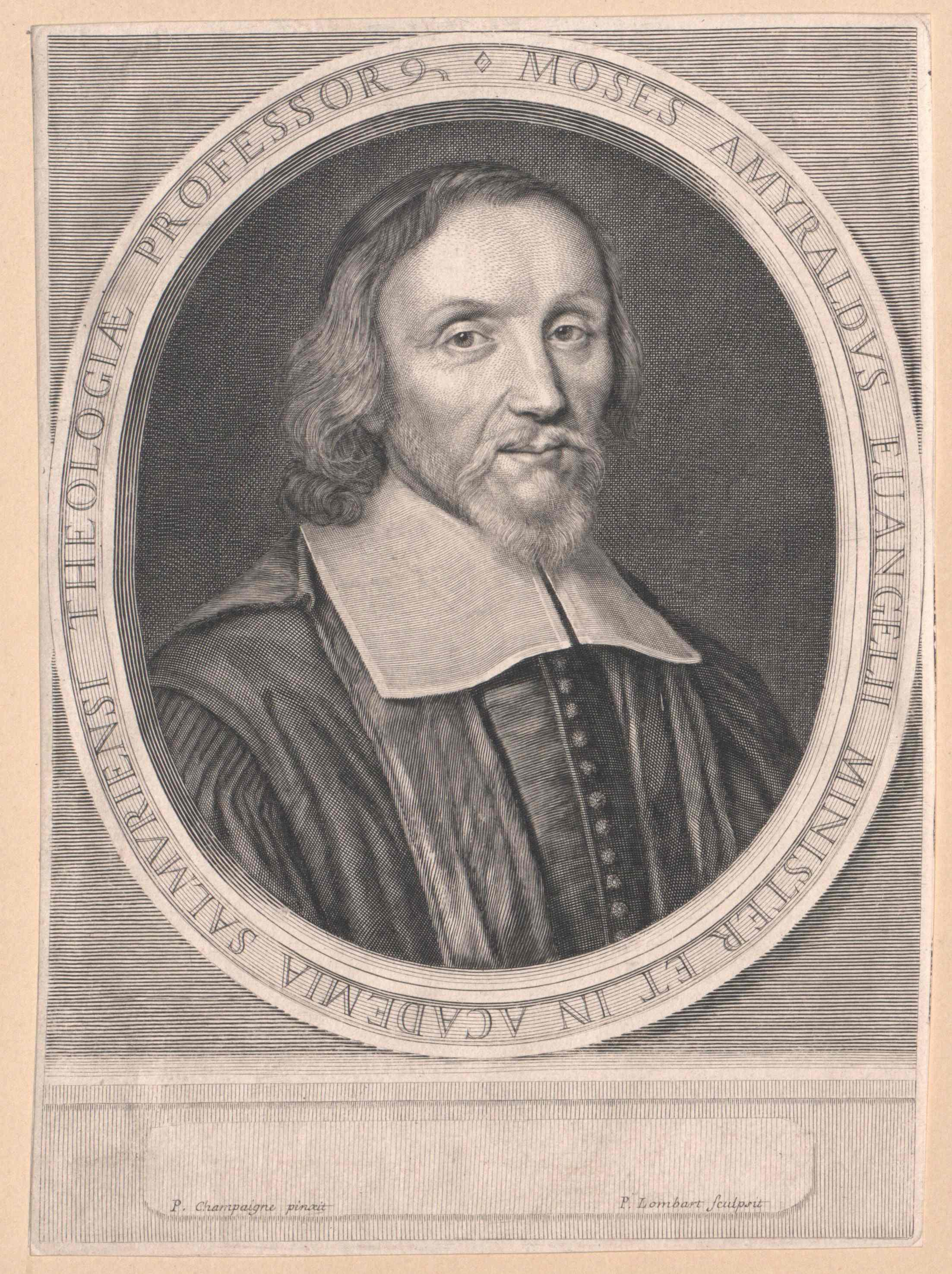
Moïse Amyraut.

L'amyraldisme, appelé aussi « doctrine de Saumur », « universalisme hypothétique » ou « calvinisme quatre points », est une doctrine issue du calvinisme qui abandonne le principe de l'expiation limitée en faveur d'une expiation illimitée énonçant que Dieu a fourni l'expiation de Jésus-Christ pour tous de la même façon. Mais observant que personne ne se mettrait à croire de son propre chef, Dieu aurait alors élu ceux qu'il amènerait à la foi en Christ. Ainsi, le principe calviniste de l'élection inconditionnelle reste sauf.
Nous devons l'établissement de cette doctrine en majeure partie au théologien réformé français Moïse Amyraut de l'académie de Saumur, qu'il a formulée pour rapprocher le calvinisme du luthéranisme. Elle connut la popularité en Angleterre grâce au pasteur réformé Richard Baxter et remporta une forte adhésion parmi les congrégationalistes et certains presbytériens dans les colonies américaines aux XVIIe et XVIIIe siècles.
On retrouve l'amyraldisme au sein de divers groupes évangéliques aux États-Unis et du diocèse anglican de Sydney. Il est répandu dans des groupes conservateurs et modérés des Églises presbytériennes, réformées, baptistes réformées, chez les membres évangéliques de l'Église d'Angleterre et dans certaines Églises non dénominatives.
Historiquement, l'amyraldisme a porté le nom de « calvinisme modéré ». L'apologiste Norman Geisler définit son point de vue de cette façon, mais plusieurs théologiens rejettent l'idée qu'il s'agirait d'un calviniste modéré. Ainsi, James White qualifie sa pensée de « simple forme modifiée de l'arminianisme historique ».
Le théologien Robert Charles Sproul pensait qu'il existe une confusion à propos de ce que la doctrine de l'expiation limitée enseigne. Bien qu'il considère possible pour une personne de croire à quatre des points du calvinisme sans croire au cinquième, il soutient qu'une personne qui comprend vraiment ceux-là « doit » croire à l'expiation limitée en raison de ce que Martin Luther appelle la « logique irrésistible ».

### Hypercalvinisme
L'hyper-calvinisme fait en premier lieu référence à une conception excentrique apparue chez les premiers baptistes particuliers anglais, dans les années 1700. Leur doctrine niait le fait que l'appel de l'évangile à « se repentir et croire » s'adressât à tout individu et que chacun eût le devoir de croire au Christ pour le salut. Même si cette doctrine a toujours occupé une position minoritaire, elle reste présente aujourd'hui chez certaines petites dénominations et communautés chrétiennes. Le terme apparaît aussi à l'occasion dans des contextes controversés sur un plan théologique ou séculier. Il connote alors en général une opinion négative concernant certains types de déterminisme théologique ou de prédestination. Il désigne aussi parfois une version du christianisme évangélique ou du calvinisme qualifiée d'ignorante, de dure ou d'extrême par ses détracteurs.

### Théologie dialectique
Dans les Églises réformées traditionnelles, le calvinisme a subi une révision et un développement sous l'influence de Karl Barth et de la théologie dialectique (appelée aussi théologie de crise ou néo-orthodoxie). Barth, un important théologien réformé suisse, commença à écrire au début du XXe siècle ; sa principale réalisation consista à contrecarrer l'influence des Lumières au sein des Églises. La déclaration de Barmen exprime la réforme du calvinisme de Barth. Les calvinistes conservateurs (ainsi que certains réformateurs libéraux) considèrent ambigu d'utiliser le terme « calvinisme » pour désigner la néo-orthodoxie ou d'autres révisions libérales provenant d'Églises calvinistes, à cause des différences théologiques qui existent entre ces doctrines.

### Néo-calvinisme

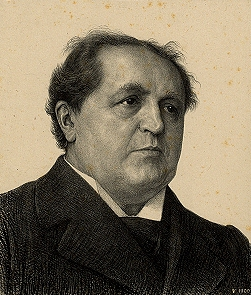
Abraham Kuyper.

En plus des mouvements traditionnels au sein des Églises réformées conservatrices, plusieurs courants ont fait leur apparition via la tentative de proposer une approche du monde contemporaine mais conservatrice sur le plan théologique.
Le néo-calvinisme consiste en une version du calvinisme adoptée à la fois par des conservateurs et des libéraux (en matière de théologie). Il gagna en influence vers la fin du XIXe siècle au sein des Églises réformées néerlandaises. Il se développa à partir des théories du théologien, homme politique et journaliste néerlandais Abraham Kuyper (1837-1920). Les critiques de ce mouvement de la part des calvinistes plus modernes le décrivaient comme une révision du calvinisme, mais plus conservatrice par rapport au christianisme moderne ou à la néo-orthodoxie. Le néo-calvinisme ou la « philosophie réformée » tiennent lieu de réponse aux influences des Lumières, mais d’une façon générale, elles ne touchent pas de manière directe aux doctrines du salut. Les néo-calvinistes considèrent leurs travaux comme une mise à jour de la weltanschauung calviniste en réponse aux circonstances modernes. Ils veulent y voir une extension de la compréhension calviniste de la religion aux questions scientifiques, sociales et politiques. Pour montrer leur cohérence avec le mouvement réformé historique, ses partisans font référence aux chapitres 1 à 3 du 1er livre de l'Institution de la religion chrétienne de Calvin. Aux États-Unis, le néo-calvinisme de Kuyper est entre autres représenté par le Center for Public Justice, un think tank politique et confessionnel dont le siège se trouve à Washington.
Le néo-calvinisme a bifurqué vers des mouvements plus conservateurs sur le plan théologique aux États-Unis. Le premier d'entre eux à devenir important se développa à travers les écrits de Francis Schaeffer (1912-1984), qui avait réuni autour de lui un groupe d'universitaires, et qui diffusait leurs idées par écrit et grâce à L'Abri, un centre d'études calviniste en Suisse. Ce mouvement généra une conscience sociale renouvelée au sein des évangéliques.

#### Reconstructionnisme chrétien
Le Reconstructionnisme chrétien représente un autre mouvement néo-calviniste, beaucoup plus petit et théocratique (dominionisme). Certains le décrivent cependant comme prépondérant dans la vie politique et familiale américaine. Le reconstructionnisme, en tant que révision du calvinisme, se distingue de l'approche de Kuyper : il prend ses distances envers cette influence d'origine par le rejet total du pluralisme religieux et la proposition faite aux gouvernements civils modernes d'appliquer des sanctions tirées de la loi biblique, caractéristiques qui constituent les aspects les moins influents du mouvement. Son fondateur intellectuel, Rousas John Rushdoony (en) (1916-2001), base une grande partie de ses opinions sur les idées apologétiques de Cornelius van Til (1895-1987), père du présuppositionalisme et professeur au séminaire théologique de Westminster (bien que Van Til ne soutînt pas une telle conception). Ce mouvement a une certaine influence parmi les Églises réformées conservatrices, au sein desquelles il prend sa source, et parmi les Églises baptistes calvinistes et charismatiques, avant tout aux États-Unis.
Le reconstructionnisme tend à rebâtir la totalité des structures de la société sur des présuppositions chrétiennes et bibliques. Selon ses défenseurs, ce but ne se verra pas accompli par des changements structurels du sommet vers la base mais à travers la progression régulière de l'évangile du Christ dans l'esprit des humains, telle qu'elle se voit par la conversion des hommes et des femmes, lesquels, par la suite, mettent en œuvre leur obéissance à Dieu dans tous les domaines dont ils sont responsables. En se conformant au principe théonomique, ce mouvement cherche à établir les lois et les structures les mieux à même de mettre en application les principes éthiques de la Bible, y compris de l'Ancien Testament, tels que résumés dans le Décalogue. Bien que ne représentant pas un mouvement politique à proprement parler, le reconstructionnisme a néanmoins exercé de l'influence dans le développement de certains aspects de la droite chrétienne que certains détracteurs ont qualifié de « dominionisme ». Le reconstructionnisme affirme que Dieu a institué dans les Saintes Écritures tout ce qu’il exige pour organiser la société et l'individu, étendant alors le principe régulateur du culte à tous les domaines de la vie.

### Le calvinisme aujourd'hui
Dans les années récentes, le calvinisme a connu un regain d'intérêt en Amérique du Nord. Le magazine Time a décrit en 2009 le nouveau calvinisme comme l'une des « dix idées en train de changer le monde » et ses partisans comme des baptistes réformés et des baptistes du sud en majorité.
Le calvinisme, en 2020, toutes tendances confondues, compterait entre 60 et 80 millions d'adeptes dans le monde : liste des dénominations chrétiennes par nombre de fidèles (en).

## Influences religieuses et sociales

### Argent et capitalisme
Une école de pensée établit un lien entre l'essor de la révolution industrielle aux Pays-Bas et en Angleterre et le calvinisme. Elle affirme que ce dernier a permis le développement du capitalisme dans les pays protestants européens. Max Weber, en particulier, a développé cette thèse dans L'Éthique protestante et l'esprit du capitalisme, où il affirme que l'esprit capitaliste vient du calvinisme. Pour lui, en effet, Calvin a élevé le travail et l'effort au rang de pratique religieuse tout en insistant sur l'austérité et la simplicité du mode de vie, ce qui a entraîné des comportements d'épargne et ainsi abouti à l'émergence du capitalisme. Le théologien allemand Ernst Troeltsch soutient que le capitalisme ne trouve pas son origine dans le calvinisme mais que le calvinisme a favorisé l'esprit capitaliste après avoir subi l'influence de l'économie capitaliste. Pour Georges Goyau, le calvinisme a permis l'individualisme religieux, qui a encouragé l'individualisme économique et ainsi le capitalisme. En revanche, selon l'économiste André-Émile Sayous, le calvinisme a freiné le développement du capitalisme, notamment en prônant une limitation du taux de l'intérêt à Genève, ville où Calvin et de nombreux protestants avaient élu domicile.
Pour Calvin, la richesse manifeste la grâce de Dieu. Elle n'appartient donc pas vraiment à l'homme et doit par conséquent circuler, du riche vers le pauvre. Ainsi, riche et pauvre ont une fonction sociale : le riche doit distribuer son argent au pauvre afin de le secourir et le pauvre doit recevoir l'argent du riche afin que se révèle la solidarité entre les hommes voulue par Dieu. Le pauvre devient alors le « procureur » de Dieu, celui par qui le riche se trouve jugé selon sa charité et sa foi.
Concernant le prêt à intérêt, Calvin considère que son interdiction, telle que mentionnée dans la Bible, ne concerne que le prêt destiné aux nécessiteux et non les prêts industriels et commerciaux, lesquels n'existaient pas encore à l'époque en Israël. Il interdit donc le premier mais autorise les seconds. Ce faisant, il s'oppose aux réformateurs précédents qui, comme l'Église catholique, condamnaient le prêt à intérêt. Calvin fixe cependant des limites à ces prêts concernant leurs modalités et les créanciers. Il met aussi en garde contre les éventuels abus. Le prêt à intérêt se trouve ainsi autorisé à Genève, mais sous certaines conditions. Le taux de l'intérêt, fixé par les autorités, est par exemple beaucoup plus bas qu'ailleurs à la même époque. Après sa mort, ses successeurs se conforment à sa conception du prêt à intérêt. Lors du projet de création d'une banque dans la ville, Théodore de Bèze avertira contre les dangers que pourrait faire peser le désir de richesse sur les mœurs.